# کودتا
کودِتا (به فرانسوی: coup d'état) براندازی ناگهانی و خشن دولت یا حکومت وقت توسط نیروی نظامی است. پیش‌نیاز اصلی یک کودتا، کنترل کل یا بخشی از نیروهای مسلح است. برخلاف انقلاب که معمولاً توسط عده زیادی از مردم که برای تغییرات اجتماعی، اقتصادی و سیاسی به وقوع می‌پیوندد. کودتا تغییر در قدرت از بالا است که صرفاً به جابجایی شخصیت‌های سیاسی حاکمیت می‌انجامد.
کودتا به ندرت بر سیاست‌های بنیادین اقتصادی و اجتماعی یک کشور تأثیر می‌گذارد. در دو سده اخیر کشورهای زیادی در آسیا، قاره آفریقا و آمریکای لاتین کودتا را تجربه کرده‌اند.

## ریشه‌شناسی
واژه «کودتا» از زبان فرانسوی وارد زبان فارسی شده‌است و به معنی «ضربه (ناگهانی) به دولت» است. این عبارت در زبان‌های دیگر نیز به‌کار می‌رود. واژه «پوتش» (به آلمانی: Putsch) از زبان آلمانی (گویش سویسی = ضربه) نیز همین معنی را دارد و گاه به کار رفته‌است.

## عوامل پیروزی کودتا
از دیدگاه ساموئل هانتینگتون، پژوهشگر علوم سیاسی، یک کودتا تنها در دو صورت موفق خواهد بود. یا فعالان سیاسی در جامعه باید کم‌شمار باشند، یا کودتا باید به تأیید بخش قابل توجهی از فعالان سیاسی برسد. ائتلاف اکثریت فعالان سیاسی برای حمایت از کودتا تقریباً امکان‌ناپذیر است، از این رو شرط دوم کم رخ می‌دهد. تقسیم قدرت نیز در کودتا میان گروه‌های سیاسی به سختی صورت می‌گیرد. در غیاب این شرایط کودتا به شکست یا جنگ داخلی می‌انجامد.

## ضد کودتا
در آنچه به عنوان "ضد کودتا" یاد می شود، رژیم ها ساختارهایی ایجاد می کنند که به دست گرفتن قدرت  برای هر گروه کوچکی دشوار می شود. این راهبردهای ضد کودتا ممکن است شامل قرار دادن استراتژیک گروه های خانوادگی، قومی و مذهبی در ارتش باشد. ایجاد یک نیروی مسلح به موازات ارتش عادی؛ و توسعه چندین آژانس امنیت داخلی با صلاحیت قضایی همپوشانی که به طور مداوم بر یکدیگر نظارت دارند.  همچنین ممکن است شامل افزایش حقوق مکرر و ترفیع برای اعضای ارتش،  و استفاده عمدی از بوروکرات های مختلف باشد.  تحقیقات نشان می دهد که برخی از استراتژی های ضد کودتا خطر وقوع کودتا را کاهش می دهد.   با این حال، ضد کودتا اثربخشی نظامی را کاهش می‌دهد،       و رانت‌هایی را که یک متصدی می‌تواند استخراج کند ، محدود می‌کند.  یکی از دلایلی که دولت‌های اقتدارگرا تمایل به داشتن ارتش‌های بی‌کفایت دارند این است که رژیم‌های اقتدارگرا می‌ترسند که ارتششان کودتا انجام دهد یا اجازه دهد یک قیام داخلی بدون وقفه ادامه یابد – در نتیجه، حاکمان مستبد انگیزه‌هایی برای قرار دادن وفاداران نالایق در پست‌های کلیدی ارتش دارند.

## تاریخ

### ۳ اسفند ۱۲۹۹
کودتای سوم حوت ۱۲۹۹ کودتایی نظامی بود که توسط سیدضیاءالدین طباطبائی و کلنل رضا خان میرپنج (بعدها رضاشاه پهلوی) اجرا شد که زمینه را برای تشکیل سلسله پهلوی فراهم آورد. در روز سوم اسفند، قوای قزاق وارد تهران شده و ادارات دولتی و مراکز نظامی را اشغال کردند. نزدیک به صد تن از فعالان سیاسی و رجل سرشناس بازداشت و زندانی شدند. احمدشاه و محمدحسن میرزا (ولیعهد) به کاخ فرح‌آباد گریختند و سپهدار رشتی (نخست‌وزیر) به سفارت انگلستان در تهران پناهنده شد. نتیجه کودتا، رئیس‌الوزرایی سیدضیاءالدین و وزیر جنگ و فرمانده کل قوا شدن رضاخان بود.

### ۲۸ مرداد ۱۳۳۲

خودروهای نظامی ارتش کودتا در ۲۸ مرداد ۱۳۳۲ در تهران

کودتایی بود  که با طرح و حمایت مالی و اجرائی سازمان مخفی اطلاعات بریتانیا و سازمان اطلاعات مرکزی آمریکا، سیا علیه دولت محمد مصدق در مرداد ۱۳۳۲ به انجام رسید. پس از کودتا سرلشکر زاهدی امور دولت را در دست گرفت. دکتر مصدق در روز ۲۹ مرداد خود را به زاهدی تسلیم کرد و بازداشت شد. فرمانداری نظامی به ریاست سرتیپ تیمور بختیار به تعقیب و دستگیری و شکنجه مخالفان پرداخت. شاه از رم بازگشت. مذاکرات نفت با شرکت نفت ایران و انگلیس و چند شرکت آمریکایی و اروپائی شروع شد که در آخر به قرارداد کنسرسیوم منجر شد. کمک‌های مالی آمریکا به دولت ایران رسید و در تقویت حکومت تازه مؤثر افتاد.

### نوژه
کودتای نوژه یا قیام نوژه نام طرحی نظامی با نام کامل نجات قیام انقلاب بزرگ بود که در آن تنی چند از افسران ارتش شاهنشاهی ایران با تمرکز افسران نیروی هوایی برای بازگردانی شاپور بختیار به ایران و حذف سید روح‌الله خمینی و نابودی نظام جمهوری اسلامی طرح‌ریزی کرده بودند که با لو رفتن کودتا در ۱۸ تیر ۱۳۵۹ و محاکمه عوامل و دست‌اندرکاران آن این اقدام با شکست مواجه شد.

### ۱۹۷۳ شیلی
در انتخابات ریاست جمهوری ۱۹۷۰ شیلی، سالوادور آلنده با تفاوت بسیار کمی بیشترین مقدار آرا را به‌دست آورد و برای انتخاب شدن‌اش نیاز به یک رأی اضافی از طرف مجلس ملی شیلی داشت. برطبق قانون اساسی شیلی، این رأی باعث منصوب شدن آلنده به پست رئیس‌جمهوری شیلی شد. بخش‌های مختلفی از جامعهٔ شیلی، و همچنین ایالات متحده آمریکا، به رئیس‌جمهور شدن آلنده اعتراض داشتند. آمریکا به‌همین دلیل فشار اقتصادی و دیپلماتیک زیادی روی دولت شیلی آورد. در ۱۱ سپتامبر، ۱۹۷۳ ارتش با همراهی سازمان سیا شیلی سالوادور آلنده را برکنار کرد. آلنده در این کودتا، به همراه نزدیک به سه هزار نفر از یارانش کشته شد و آگوستو پینوشه قدرت را در دست گرفت.

### هندوراس
در سحرگاه ۲۸ ژوئن ۲۰۰۹ (۱۳۸۸/۴/۷) و تقریباً دو ساعت پیش از شروع همه‌پرسی پیرامون تشکیل یک مجلس مؤسسان با هدف اصلاح قانون اساسی این کشور، کودتاچیان با استفاده از ۲۰۰ سرباز آموزش دیده اقدام به حمله به کاخ ریاست جمهوری واقع در تگوسیگالپا کردند و خوزه مانوئل زلایا، رئیس‌جمهور هندوراس را که در خواب بود ربودند. آن‌ها وی را با تهدید اسلحه از خواب بلند کرده و در حالی که هنوز لباس خواب بر تن داشت، بازداشت کردند و از طریق هواپیما راهی پایگاهی نظامی در کاستاریکا و پس از آن در دومنیکن کردند.
همه‌پرسی مذکور به منظور گرفتن نظر مردم هندوراس پیرامون تشکیل یک مجلس مؤسسان با هدف اصلاح قانون اساسی این کشور که راه را برای انتخاب یک نامزد ریاست جمهوری، برای بیش از دو دوره متوالی، هموار می‌کرد، بود.
منتقدان، مانوئل زلایا را متهم می‌کنند که او با این کار قصد داشت قانون محدودیت انتخاب مجدد رئیس‌جمهوری را از قانون اساسی حذف کند و راه خود را برای انتخاب دوباره خود به مقام ریاست جمهوری هموار کند. از اینرو، تصمیم به برگزاری همه‌پرسی توسط دادگاه عالی هندوراس و کنگرهٔ این کشور غیرقانونی اعلام شد و ارتش هندوراس هم با آن مخالفت کرد. بعد از اینکه مانوئل زلایا بر ادامه روند برگزاری همه‌پرسی اصرار کرد، کنگره هندوراس با حمایت دادگاه عالی این کشور او را به دلیل نقض مکرر قانون اساسی از سمت خود برکنار کرد.
پورفیریو لوبو به عنوان ۵۴مین رئیس‌جمهور هندوراس، جایگزین زلایا شد.
پس از ۱۶ ماه تبعید، مانوئل زلایا به‌طور مخفیانه به هندوراس بازگشت و اکنون نیز در سفارت برزیل در تگوسگالپا پایتخت زندگی می‌کند. لوبو و زلایا موافقتنامه‌ای را به منظور بازگشت زلایا به این کشور امضا کرده بودند که به ورود مجدد و فوری هندوراس به سازمان کشورهای آمریکایی منجر می‌شد.
یکی از شواهد دست داشتن آمریکا در این کودتا، اسنادی است که ویکی‌لیکس منتشر کرده‌است که از نقش محوری آمریکا پیش از کودتا در هندوراس، در حین انجام کودتا و پس از آن پرده برداشت.
اولین سند از اسناد منتشر شده به ترتیب زمانی مربوط به مکاتبات سفارت آمریکا در تگوسیگالپا پایتخت هندوراس، با واشینگتن و سایر مخاطبان است که در آن اوضاع هندوراس تشریح شده‌است.
محتوای سند دوم مربوط به تحلیل تک تک نقش‌آفرینان تأثیرگذار داخلی هندوراس می‌شود. این افراد توانستند در روند مذاکرات برای امضای معاهده «سن‌خوسه» تأثیرگذار باشند. این معاهده در نوامبر ۲۰۰۹ و پیش از برگزاری انتخابات در هندوراس امضا شد. برنامه کودتا توسط واشینگتن طراحی شده بود و آن‌ها در این برنامه به این‌گونه اطلاعات نیاز داشتند.

### کودتای ۲۰۱۳ مصر
در ژوئن ۲۰۱۳ و در سالگرد تحلیف محمد مرسی، نخستین رئیس‌جمهور انقلاب ۲۰۱۱ مصر، موج جدیدی از اعتراضات در این کشور علیه دولت جدید شکل گرفت. مخالفان که در رأس آن‌ها محمد البرادعی قرار داشت، خواهان کناره‌گیری محمد مرسی از قدرت و برگزاری انتخابات زودهنگام در مصر بودند. با شدت گرفتن اعتراضات وزرای کشور، امور خارجه، دفاع، محیط زیست، گردشگری، دادگستری و برنامه‌ریزی مصر و همچنین نخست‌وزیر دولت مرسی یکی پس از دیگری استعفا کردند. در عین حال که مخالفان محمد مرسی در میدان تحریر قاهره تجمع نموده‌اند، حامیان وی نیز در حوالی مسجد رابعه عدویه به شعار دادن در حمایت از رئیس‌جمهور پرداختند. با وجودی که محمد مرسی از ضعف‌های دولت نوپا سخن گفته و از مردم عذرخواهی کرده است، اما اعتراضات همچنان رو به گسترش است. ارتش نیز برای طرفین ضرب الاجل تعیین کرده که اگر به اختلافات پایان ندهند وارد عمل خواهد شد. مرسی اظهارات ارتش را در این مورد غیرقانونی دانست. نهایتاً شدت اعتراضات موجب شد تا در شبانگاه ۳ ژوئیه ۲۰۱۳ ارتش مصر محمد مرسی را از قدرت برکنار کرده و عدلی منصور، رئیس دادگاه قانون اساسی مصر به عنوان رئیس‌جمهور موقت تعیین شد.

### کودتای کره جنوبی ۲۰۲۴
یون سوک یول، رئیس‌جمهور کره جنوبی، در ۳ دسامبر ۲۰۲۴ در طی یک سخنرانی آخر شب که به صورت زنده از شبکه تلویزیونی وای‌تی‌ان پخش شد، حکومت نظامی اعلام کرد و اپوزیسیون اصلی این کشور یعنی حزب دموکراتیک را به همدردی با کره شمالی و «فعالیت‌های ضد دولتی» متهم کرد. این اعلامیه با مخالفت حزب دموکراتیک و همچنین رهبران حزب قدرت مردم مواجه شد و منجر به اعتراض آنها شد. ساعاتی بعد، پس از تلاش‌های نیروهای امنیتی برای جلوگیری از رأی‌گیری در مجلس، مجلس ملی در ۴ دسامبر ۲۰۲۴ پیشنهادی را برای لغو حکومت نظامی تصویب کرد. علیرغم تلاش گروه مأموریت ویژه ۷۰۷ برای جلوگیری از رای کنگره، یون متعاقباً پس از جلسه کابینه در ساعت ۰۴:۳۰ در ۴ دسامبر، حکومت نظامی را لغو کرد و فرماندهی حکومت نظامی را منحل کرد. پس از لغو حکومت نظامی، مخالفان اعلام کردند که در صورت عدم استعفا، روند استیضاح یون را آغاز خواهند کرد. و به این وسیله کودتای رئیس جمهور یون سوک یول موفق نگردید و وی از رایست جمهوری عزل و به اتهام کودتا تحت محاکمه قرار گرفت.

## رهبران کنونی کشورها که از طریق یک کودتا به قدرت رسیدند
| نام                | کشور                 | تاریخ کودتا |
| ------------------ | -------------------- | ----------- |
| تئودور اوبیانگ     | گینه استوایی         | ۱۹۷۹        |
| یووری موسونی       | اوگاندا              | ۱۹۸۶        |
| بلز کمپائوره       | بورکینافاسو          | ۱۹۸۷        |
| عمر حسن البشیر     | سودان                | ۱۹۸۹        |
| ادریس دبی          | چاد                  | ۱۹۹۰        |
| یحیی جامه          | گامبیا               | ۱۹۹۴        |
| فرانک باینیماراما  | فیجی                 | ۲۰۰۶        |
| محمد ولد عبدالعزیز | موریتانی             | ۲۰۰۸        |
| آندری راژولینا     | ماداگاسکار           | ۲۰۰۹        |
| میشل جوتودیا       | جمهوری آفریقای مرکزی | ۲۰۱۳        |
| عبدالفتاح سیسی     | مصر                  | ۲۰۱۳        |